# Музей порцеляни (Дрезден)
Музей порцеляни (Дрезден) (нім. Porzellansammlung) — один з найкращих музейних закладів у Європі, спеціалізованих на порцеляні та художніх керамічних виробах Китаю, Японії, порцеляни Мейсена. Зібрання порцеляни — один з 12 музеїв Державних художніх зібрань Дрездена. Розташований в одному з павільйонів Цвінгера.

## Історія
В 17 столітті почалися регулярні поставки китайської та японської порцеляни в Європу вітрильниками Ост-Індської компанії. В багатих замках Європи з'явилися шафи з коштовною східною порцеляною.
Серед палких прихильників східної порцеляни був і курфюрст Саксонський Август II Сильний. Вже до 1710 р. він мав значну колекцію заморської порцеляни, де головне місце посідала порцеляна Японії з центрів Імарі та Аріта.
Зусиллями науковців Саксонії та алхіміка Бетгера вдалося перевідкрити секрет китайської порцеляни і налагодити власне виробництво першої європейської порцеляни в замку Мейсен. Найкращі твори мейсенської порцеляни теж прикрасили збірку курфюрста.
Аби колекція мала пристойне оточення, Авгус II Сильний дав наказ архітектору перебудувати колишній Голландський палац. Архітектор Матеус Пьопельман перебудував палац, який отримав назву — Японський палац саме через наявність японської порцеляни в його інтер'єрах. У 1721 р. зроблено перший інвентарний опис збірки, де зафіксована наявність 23.000 зразків китайської, японської та ранішньої мейсенської порцеляни. До середини 1730-х рр. збірка збільшилась до 35.000.
У 1781 р. в Японському палаці розмістили державну бібліотеку і порцеляну запакували та перенеси в комори цокольного поверху. Перенос був проведений неохайно і частка коштовних зразків була розбита.
У 1834 р. тодішній директор колекції Густав Клем зробив пропозицію створити універсальний музейний заклад усіх часів та народів. Задля реалізації химерної ідеї продають багато цінних зразків з колекції, але запланований музей не створили.
В 20 ст. ідею універсального музейного закладу відкинуто. Зосередились лише на історичних трьох частинах
- порцеляна Китаю
- порцеляна Японії
- Мейсенська порцеляна.

Лише ці частини колекції доповнювали та вивчали. У 1927 р. додали збірку Рюккера-Ембдена, що збагатила колекцію та ліквідувала частку її лакун. Прийшли поховальні речі з порцеляни Китаю династій Хань та Сун, стародавня порцеляна Кореї та Японії.
В повоєнний період колекція була вивезена в СРСР і повернута у 1958 році в Східну Німеччину, що примусово обрала соціалістичний шлях розвитку.
З 1962 р. музей порцеляни розмістили у відновленому Цвінґері. Під експозиції відведено південну частину оранжереї. Колекція налічує 50.000 зразків порцеляни.